# Näscykeln

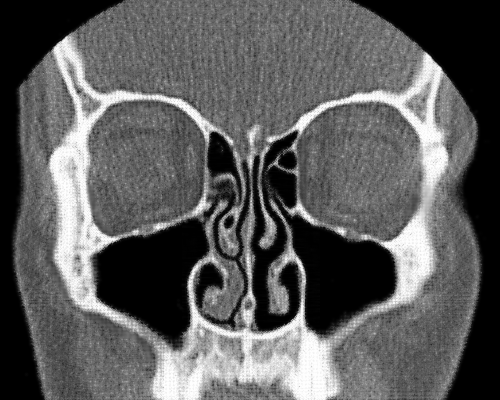
På den här röntgen-bilden syns att den vänstra (DT-bilder ses framifrån) näsborren har vidare gångar för luftflödet. Detta förhållande råder i den ena halvan av näscykeln.

Näscykeln avser den cykliska förändringen av dominant luftflöde omväxlande mellan de två näsborrarna. Detta uppkommer genom att de två näskaviteternas slemhinnor om vartannat sväller och avsväller, varvid majoriteten av luftflödet genom näsan växlar mellan de två näsborrarna i perioder om två till åtta timmar.